# Nelles Peak
Nelles Peak är en bergstopp i Kanada.   Den ligger i provinsen British Columbia, i den västra delen av landet, 4 100 km väster om huvudstaden Ottawa. Toppen på Nelles Peak är 2 516 meter över havet.
Terrängen runt Nelles Peak är bergig åt nordost, men åt sydväst är den kuperad.Trakten runt Nelles Peak är nära nog obefolkad, med mindre än två invånare per kvadratkilometer.. Det finns inga samhällen i närheten.
Trakten runt Nelles Peak består i huvudsak av gräsmarker.